# Calice (botanique)
Pour les articles homonymes, voir Calice.

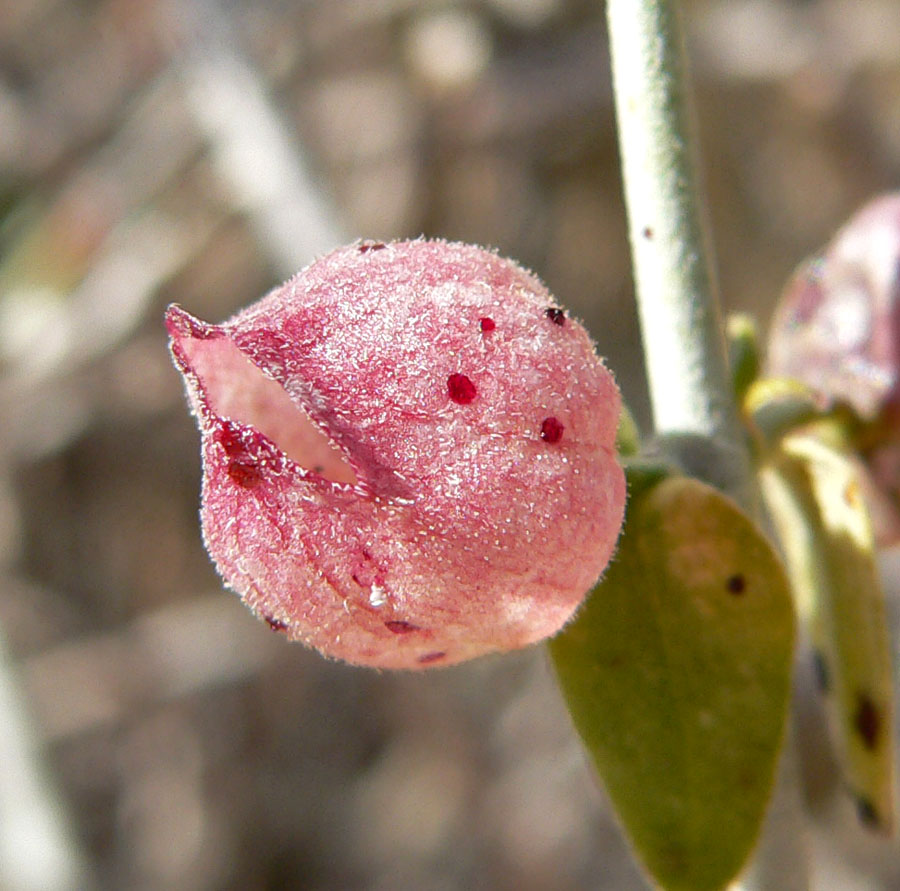
Un exemple de calice accrescent chez Salazaria mexicana.

En botanique, le calice est constitué de l'ensemble des sépales. Premier verticille floral, il protège la fleur en développement.

## Caractéristiques
Les sépales ont la structure d'une feuille et sont généralement verts. Parfois, ils ont la structure et la couleur des pétales, on les dit sépales « pétaloïdes ». C'est le cas par exemple de la tulipe dont les 3 sépales sont identiques aux 3 pétales. Chez les monocotylédones les appendices à la fois sépale et pétale se nomment tépale.
On dit que le calice est « dialysépale », lorsque les sépales sont indépendants les uns des autres, par exemple pour la renoncule, et « gamosépale », lorsque les sépales sont plus ou moins soudés par leur base, comme pour la primevère.

## Origine

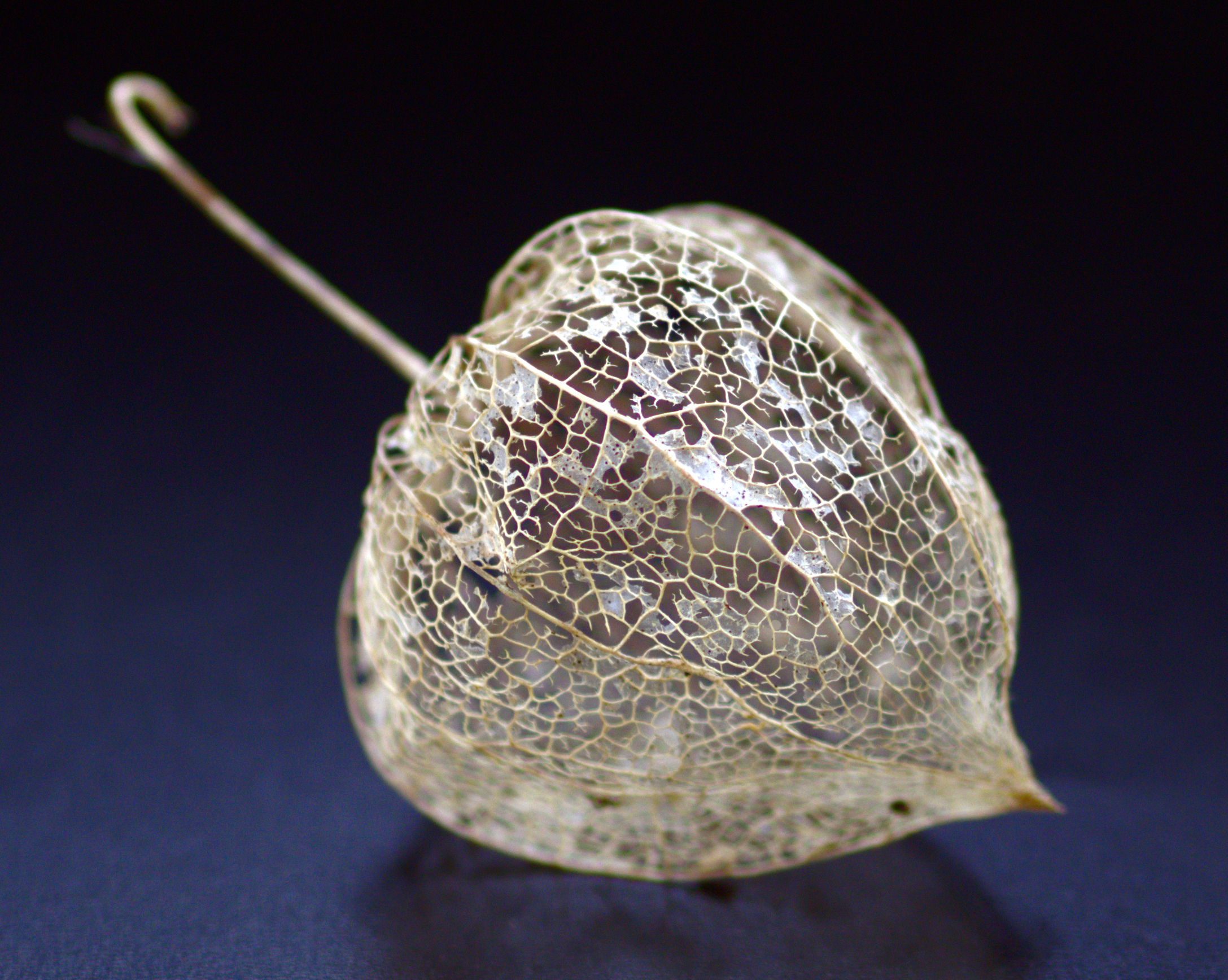
Illustration de la théorie de la métamorphose des plantes, le calice de l'Amour-en-cage se délite en hiver, laissant apparaître les nervures d'une feuille.

Le philosophe grec Théophraste, disciple d'Aristote, fait paraître  sur plusieurs années à partir de -314 l'Histoire des plantes dans lequel il établit les fondements de la botanique, comme étude des plantes en elles-mêmes. Dans cet atlas, l'auteur antique considère explicitement les sépales et les pétales comme des feuilles. Il n'étend cependant pas ces considérations aux organes reproducteurs. Les botanistes antérieurs à Goethe postulent l'existence d'une unité entre tous les organes végétaux, notamment les feuilles et les différentes pièces florales, qui dériveraient d'un unique organe type. C'est au cours de son voyage en Italie (1786-1788) que Goethe s'appuie sur les travaux des botanistes pour élaborer son Essai d'explication de la métamorphose des plantes (de). Dans la théorie de la métamorphose des plantes, l'écrivain allemand  passionné de botanique systématise le postulat de l'homologie sériée de structure entre les différents organes végétatifs et floraux des plantes à fleurs. Conséquence de la théorie de la plante primitive (de) (l'Urpflanze) ou de la feuille primitive (l'Urblatt) à partir de laquelle toute plante se constituerait par métamorphose, les organes du calice, de la corolle, de l'androcée et du gynécée seraient ainsi des feuilles modifiées.
Cette théorie goethéenne s'est trouvée étayée par la découverte de certaines plantes à fleurs dites « archaïques » comme les Renonculacées ou les Nymphéacées qui possèdent des formes transitionnelles entre les feuilles chlorophylliennes vertes et les pièces florales pigmentées, ainsi que par le modèle ABC du développement des fleurs.

Modèle ABC qui supporte le contrôle génétique du développement floral
Diagramme d'une fleur à maturité.

## Fonctions
Le calice protège les jeunes organes dans le bouton floral et assure ainsi l'intégrité des organes reproducteurs. « Cette protection peut se décliner dans de nombreuses directions simultanées : protection contre le froid dont les gelées printanières par exemple sous nos climats ; protection contre les attaques de parasites tels que les champignons pathogènes ; protection contre les hordes d'herbivores, les insectes et leurs larves essentiellement, pour qui une fleur en bouton représente un mets de choix, frais et juteux avec en plus la possibilité de s'y abriter ; protection mécanique contre les risques de frottements et de déchirements quand le vent secoue les rameaux et les tiges ; protection thermique facilitant la poursuite du développement des organes dans le bouton ; protection contre les rayons du soleil trop ardents pour des organes aussi fragiles que pétales et étamines ».

## Durée de vie

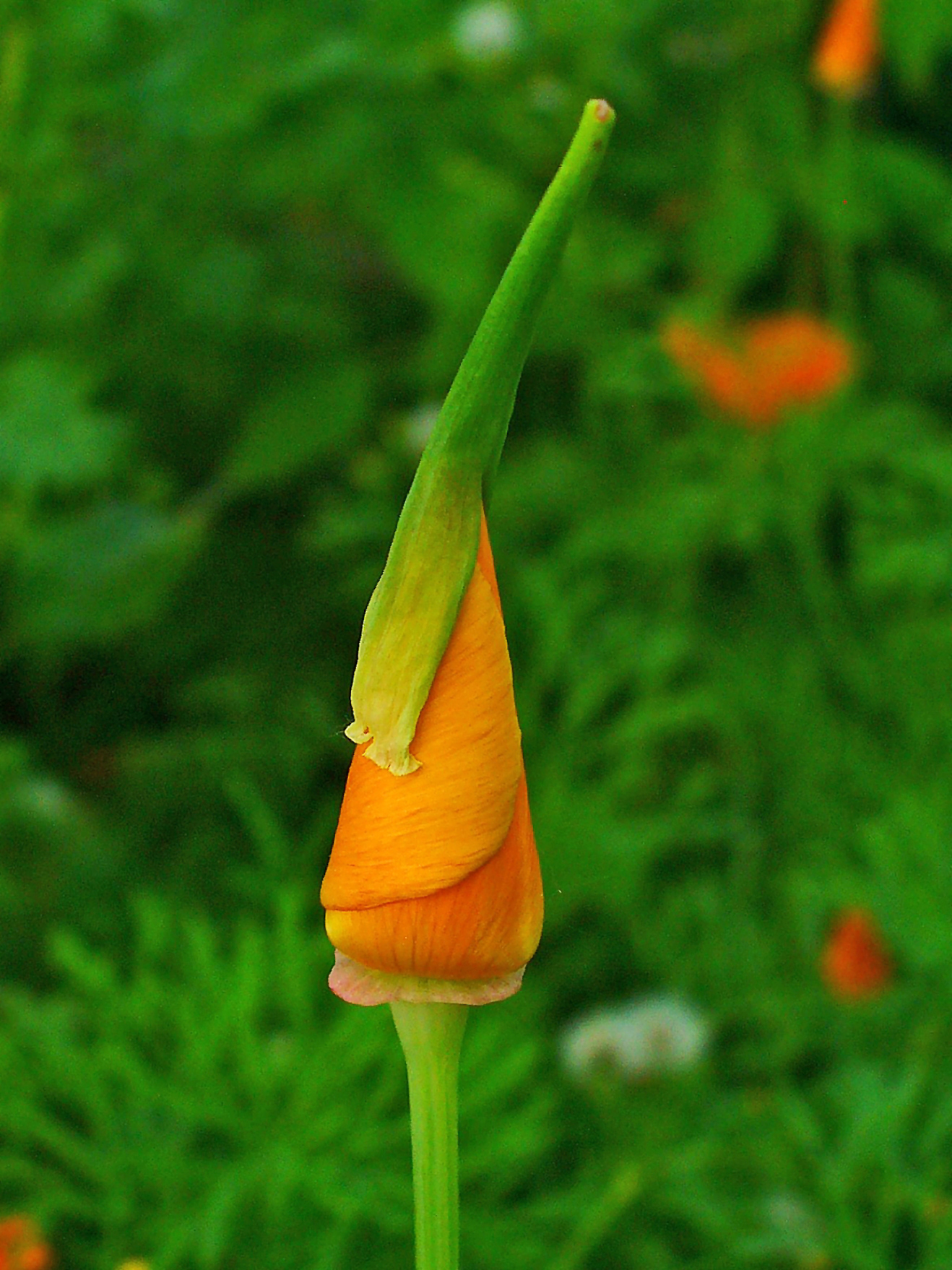
Chez le Pavot de Californie en éclosion, le calice vert formé de deux sépales soudés se déchire et se trouve comme un chapeau soulevé par la croissance et le déploiement des pétales repliés en drapeau.

La durée de vie du calice est variable.
Le calice est généralement caduc, c'est-à-dire qu'il tombe au moment de l'épanouissement de la fleur. Mais il peut aussi être persistant et rester à la base du fruit (calice marcescent), voire augmenter après la fécondation (calice accrescent).

## Calicule et épicalice
Il existe parfois un « épicalice » ou « calicule », formé de petites feuilles alternant avec les sépales, qui double le calice. C'est le cas chez le fraisier. Les termes « épicalice » et « calicule » sont généralement considérés comme des synonymes. Cependant selon certaines sources, par rapport au calicule, l'épicalice est plus distant des sépales et non soudé à ceux-ci. Cet épicalice est généralement interprété comme formé d’un verticille de bractéoles.